# 2017년 독일 대통령 선거
독일 연방대통령을 선출하는 독일 연방총회가 2017년 2월 12일 베를린에서 열렸다.
프랑크발터 슈타인마이어는 집권연정인 사민당과 기민련, 기사련의 공동후보로 출마했다. 야당중 자민당과 녹색당, SSW도 슈타인마이어에 대한 지지를 선언했다. 좌파당과 독일대안, 자유유권자, Die Partei와 협력한 해적당은 별도의 후보를 냈다.
선거 결과 1차 투표에서 74 %의 지지를 얻어 프랑크발터 슈타인마이어가 당선되었으며, 임기는 2017년 3월 19일부터 2022년까지다.

## 배경
전직 연방대통령은 2012년 3월 18일 선출된 요아힘 가우크였다. 2012년 선거 당시 가우크는 기민/기사련과 사민당, 자민당, 녹색당의 공동후보로 출마해 당선되었다. 크리스티안 불프가 연방대통령으로 당선되었던 2010년 선거에서 가우크는 사민당과 녹색당의 공동후보로 출마한 바 있다.
가우크는 2016년 6월 6일 고령으로 인해 재선에 도전하기가 어렵다는 입장을 밝혔다. 그는 이미 2015년 9월부터 역대 최고령 대통령이었다.

## 후보
아래의 후보들이 출마했다. 이름 아래 정당은 소속정당이며,괄호안은 지지정당을 나타낸다.

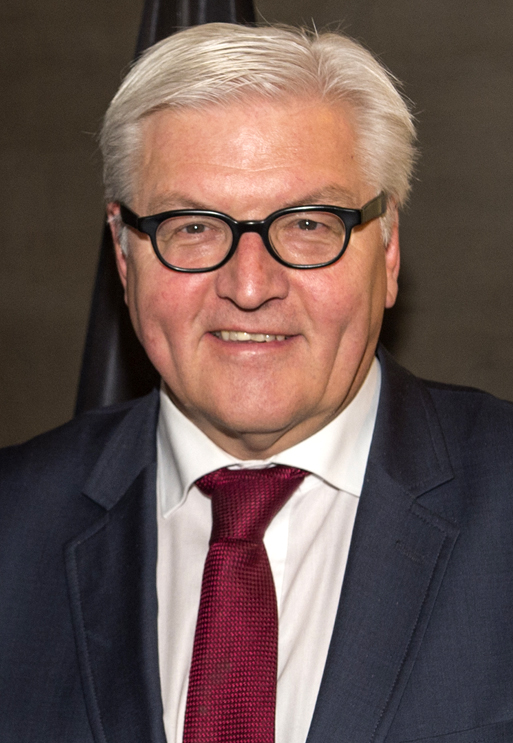
슈타인마이어 사민당 (기민/기사련, 녹색당, 자민당, SSW)
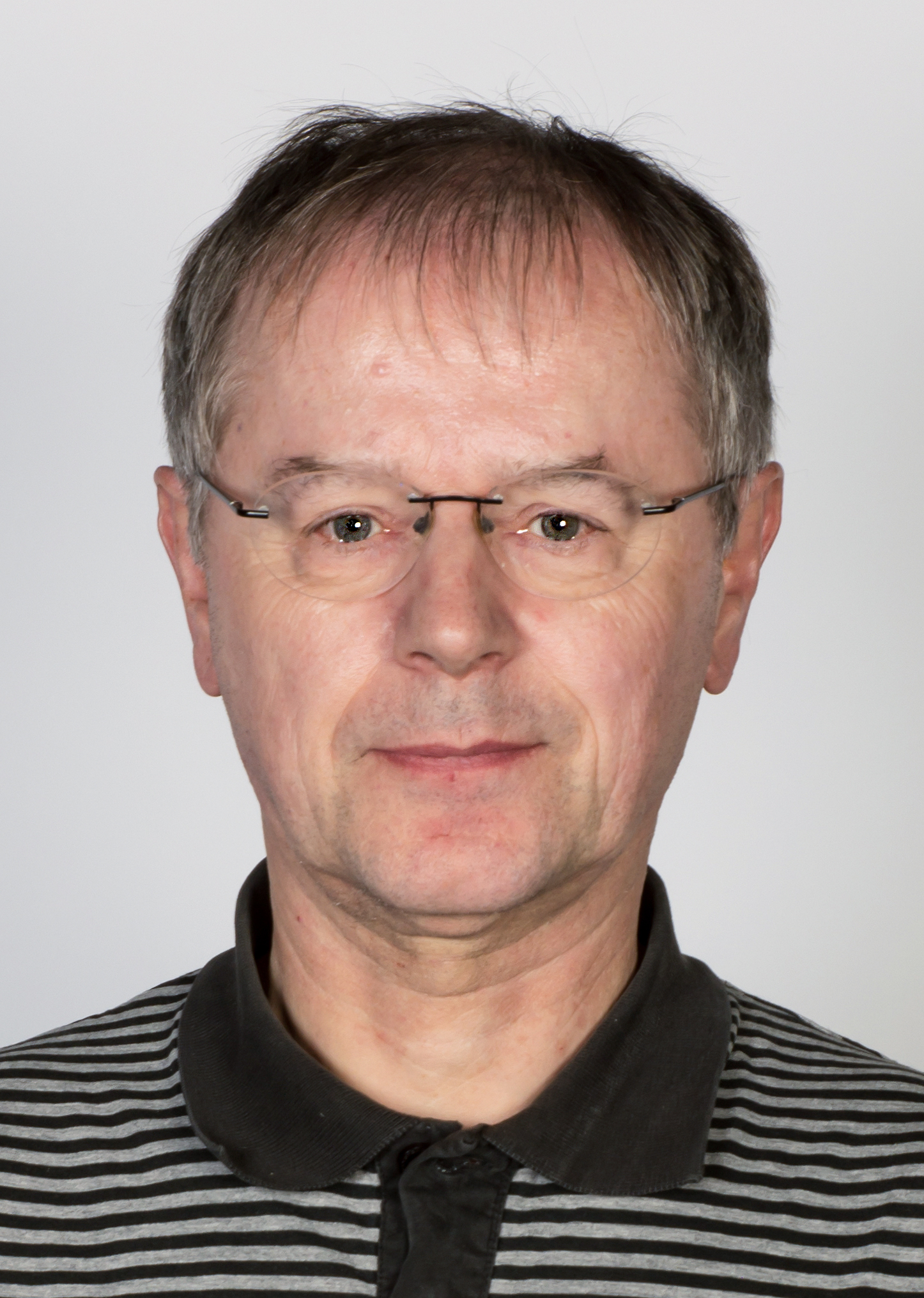
크리스토프 부터베게 무소속 (좌파당)
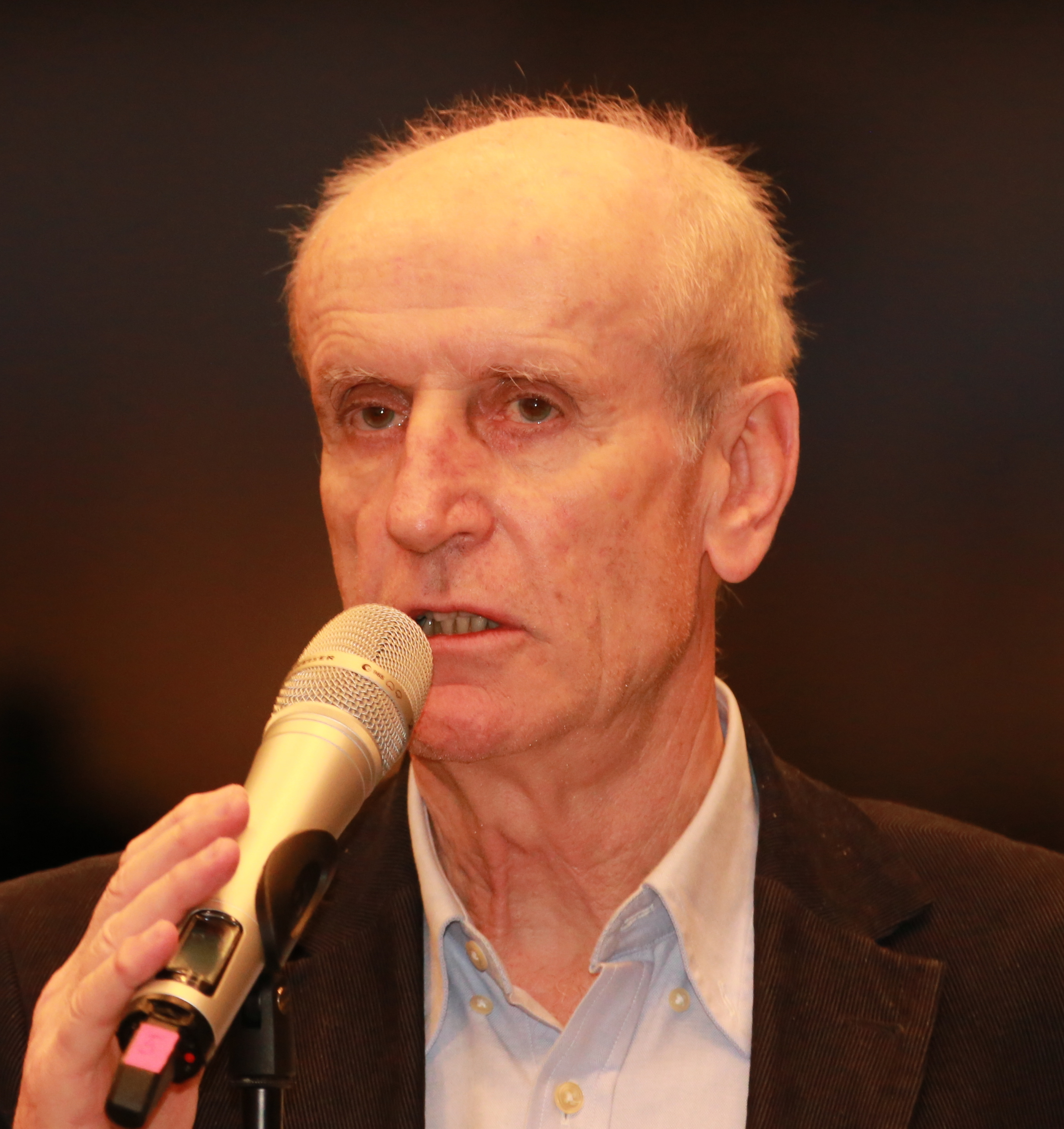
알브레흐트 글레저 독일대안
알렉산더 홀트 자유유권자 (BVB/FW)

### 슈타인마이어
사민당 당대표인 지그마르 가브리엘이 2016년 10월 23일 프랑크발터 슈타인마이어를 연방대통령 후보로 제안했다.  기민련과 기사련은 자체후보를 모색했으나, 찾지 못하자, 11월 14일 기민련대표인 메르켈 총리와 기사련 대표 제호퍼지사가 협의해 슈타인마이어의 입후보에 동의했다.. 2017년 1월 23일에는 자민당도 슈타인마이어에 대한 지지를 선언한다. SSW 소속 선거인단도 2016년 11월 슈타인마이어에 투표할 것이라고 밝혔다.
슈타인마이어는 후보로 입후보한 이후에도 메르켈 정부의 외무부장관직을 유지했다. 연방총회내의 절대다수가 그에 대한 지지선언을 한 터라 선거과정 초기부터 당선이 거의 확정적이었다. 슈타인마이어는 2017년 1월 27일 외무부 장관직을 사임했으며, 경제장관이던 가브리엘이 당대표직과 총리후보직을 마르틴 슐츠에게 넘기면서 슈타인마이어의 뒤를 이어 외무부 장관에 취임했다.
슈타인마이어는 연방의원의 자격으로 대통령선거인단에 참여했다.

### 크리스토프 부터베게
좌파당은 슈타인마이어가 "아젠다 2010"정책 수립과 실행과정에 개입했다는 이유로 그에 대한 지지를 거부하고, 2016년 11월 22일 독자적으로 빈곤문제연구가인 크리스토프 부터베게를 대통령후보로 출마시켰다. 부터베게는 1960년대부터 1974년까지 그리고 1980년대부터 다시 사민당에서 활동했다. 사민당에 있을 때 청년조직(Jusos)에서 적극적으로 활동했으며, 2005년 사민당의 사회정책에 항의해 탈당했다.
부터베게는 작센주 좌파당의 추천에 의거 작센주 의회에서 대통령선거인단으로 선출되었다.

### 알브레흐트 글레저
독일대안은 2016년 4월 29일 연방당대회에서 알브레흐트 글레저를 연방대통령후보로 선출하였다.
글레저는 기민련 당원이었으며, 프랑크푸르트시의 재정담당 부시장을 역임했다. 기민련 탈당후 독일대안 창당에 참여했으며, 현재 독일대안의 공동부대표와 헤센주 독일대안당의 공동대표으로 재임하고 있다.
글레저는 2016년 12월 13일 작센주 독일대안의 추천으로 작센주 주의회에서 대통령선거인단으로 선출되었다.

### 알렉산더 홀트
홀트 판사는 2016년 7월 12일 바이에른 주 의회에 의석을 가지고 있는 자유유권자의 후보로 출마했다. 브란덴부르크 주의회에 의석을 가진 BVB/FW도 홀트에 대한 지지를 선언했다.
홀트는 텔레비젼 법정쇼 "판사 알렉산더 홀트"로 유명하다. 그는 켐프텐시 시의회의 자유유권자 교섭단체의 대표이며, 슈바벤 베치르크의회 의원이기도 하다. 홀트는 2016년 11월 22일 바이에른주 주의회에서 대통령선거인단으로 선출되었다.

### 엥엘베르트 존네보른
엥엘베르트 존네보른은 Die Partei 소속의 유럽의회 의원이자 풍자작가인 마르틴 존네보른의 아버지로 소속정당은 없다. 마르틴 존네보른 의원은 노르트라인베트스팔렌 주 해적당의 추천으로 대통령선거인단에 선출되었으며, 당선 가능성은 없지만 풍자의 의미를 담아 아버지를 출마시켰다. 존네보른 후보는 언론에 해적당과 Die PARTEI의 후보로 소개되고 있다. 존네보른은 대통령후보 중에 유일하게 선거인단이 아니면서 입후보 했으며, 79세의 나이로 입후보해 역대 두번째 고령후보이다(1954년 84세로 출마한 알프레드 베버가 역대 최고령 후보임).

## 연방총회
제16대 연방총회 구성원은 1260명으로 연방의회 의원 630명과 인구비례에 따라 주의회에서 선출하는 선거인단 630명으로 구성된다. 연방총회는 독일 대통령 선거법 제8조에 따라 연방의회 의장 노르베르트 람메르트가 주재했다.
| 정당          | 연방의회 의원 | 주 선거인단 | 전체 선거인단 | 비율  |
| ------------- | ------------- | ----------- | ------------- | ----- |
| 기민련/기사련 | 309           | 230         | 539           | 42.8% |
| 사민당        | 193           | 191         | 384           | 30.5% |
| 녹색당        | 63            | 84          | 147           | 11.6% |
| 좌파당        | 64            | 31          | 95            | 7.5%  |
| 자민당        | 0             | 36          | 36            | 2.9%  |
| 독일대안      | 0             | 35          | 35            | 2.8%  |
| 해적당        | 0             | 11          | 11            | 0.9%  |
| 자유유권자    | 0             | 10          | 10            | 0,8%  |
| SSW           | 0             | 1           | 1             | 0.1%  |
| BVB/FW        | 0             | 1           | 1             | 0.1%  |
| 계            | 630           | 630         | 1260          | 100%  |

독일 기본법 제54조 6항에 따라 1차 또는 2차 투표에서 "연방총회의 절대다수 득표자" 가 대통령으로 선출된다. 당선을 631명의 선거인단의 지지를 받아야 한다.
과반득표를 이룰 수 있는 정당연합은 아래와 같다.
- 기민련/기사련과 사민당 (923명)
- 기민련/기사련과 녹색당 (686명)
- 사민당과 녹색당, 좌파당, 해적당 (637명)

1차와 2차 투표에서 과반수 득표자 없는 경우 3차투표의 다수득표자가 당선자가 된다.

### 선거절차
- 09:00 : 범교회 경건회 (가톨릭 성 헤드비지스 대성당)
- 11:00 : 정당별 별도 회합
- 12:00 : 연방의회 의장의 16대 연방총회 개회선언
- 12:45 : 1차 투표 시작
- 14:00 이후 : 결과 발표 및 당선자 회견

## 후보 모색
정당별로 언론에 보도된 대통령선거 후보군은 아래와 같다.

### 기민련
- 볼프강 쇼이블레[19]
- 우르줄라 폰 데어 라이엔[19]
- 폴커 부퓌에[20]
- 노르베르트 람메르트: 연방의회 임기가 끝나는 2017년 가을 정계은퇴를 발표하면서, 대통령선거에도 출마하지 않을 것이는 입장을 밝혔다.[21]
- 프랑크위르겐 바이제: 연방 이민난민청장 및 연방 노동청장인 바이제도 언론에 입후보의사가 없음을 밝혔다.[22]

### 기사련
- 옌스 바이데만(Jens Weidmann)[23]
- 게르다 하쎌펠트(Gerda Hasselfeldt)[24]

### 사민당
- 프랑크발터 슈타인마이어: 2016년 4월 30일 슈피겔이 보도한 바에 따르면 메르켈 총리는 슈타인마이어를 대통령후보로 지지하지 않는다는 입장이었다. 당시 메르켈은 2017년 총선을 얼마 남겨두지 않은 상황에서 기민련이 사민당 후보를 지지하지 않을 것이라 예상했다.[25] 여론조사 업체 Emnid가 2016년 6월 10일 7명의 예상후보를 대상으로 실시한 대통령 선호도조사에서 슈타인마이어는 과반수 이상(52 %)의 지지를 얻었다. 같은 조사에서 기민련/기사련과 사민당, 독일대안의 지지자는 각각 67%와 62%, 54 % 이상이 지지해 슈타인마이어의 선호도가 매우 높게 나타났다.(복수후보 선택가능).[26] 2016년 10월에 있었던 연방정부 연정참여정당 수뇌회담에서 후보는 정하지 못한체 단일후보를 내기로 합의하자, 사민당 당대표 가브리엘과 원내대표 오퍼만은 사민당 후보로 슈타인마이어를 추천하겠다고 발표했다. 좌파당은 슈타인마이어가 "아젠다 2010"의 만든 장본인 중 하나이기 때문에 반대한다며 독자후보를 출마시기로 했다. 슈타인마이어는 기민련/기사련의 동의하에 2016년 10월 14일 입후보했고, 2017년 1월 23일 자민당의 지지선언도 이끌어냈다.
- 유타 알멘딩어[24]

### 좌파당
- 크리스토프 부터베게: 2016년 11월 21일 출마.[27]

### 녹색당
- 클라우디아 로트[28]
- 빈프리트 크레치만[28]
- 마리안네 비르틀러: 사민당에서 슈타인마이어 출마를 공식화하자, 메르켈 총리는 비르틀러를 후보로 낼 의사를 밝혔다. 그녀는 처음에 입후보하려 했으나, 2016년 11월 12일 입후보 의사를 철회했다.[29]

### 독일대안
- 알브레흐트 글레저: 2016년 4월 30일 입후보.[30]

### 자유유권자
- 알렉산더 홀트: 켐튼의 판사이자, TV 쇼 진행자인 홀트를 2016년 7월 20일 후보로 냄.[31]

### 해적당
해적당은 애초에 사민당, 녹색당, 좌파당과 공동후보를 내려고 시도했다. 이 논의가 합의에 이르지 못하자, 해적당의 추천으로 노르트라인베스트팔렌 주에서 선거인단으로 선출된 풍자작가 겸 유럽의회 의원 마르틴 존네보른(Die PARTEI 소속)과 함께 슈타인마이어에 대한 대항후보를 찾기 시작했다. Die PARTEI가 함부르크 섹스산업관련자인 칼레 슈벤젠과 접촉했으나 그는 입후보를 거절했다. 관타나모 수용소에 감금되었던 무랏 쿠르나츠도 출마시키려 하였으나, 대통령출마 요건중 하나인 40세가 되지않았고, 독일 국적도 가지고 있지 않아 무위로 돌아갔다. Die PARTEI는 프랑크발터 슈타인마이어의 동명이인을 찾아 입후보시키려 했으나 이것도 뜻대로 되지 않았다. 최종적으로 네포티즘 (또는 족벌정치)와 "순결한 양심"의 상징으로 마르틴 존네보른의 아버지를 후보로 내세웠다.

### 무소속
- 나비드 케르마니: 2014년 독일 기본법 65주년 기념식 연설로 대중적으로 유명해졌으며, 그해 프랑크푸르트 도서전 때 시상하는 독일 출판업 평화상을 수상하기도 한 독일태생이며 이란계 작가 게르마니를 사민당과 녹색당, 좌파당의 공동후보로 내세우자는 논의가 있었다.[24] 3당의 후보로 케르마니가 입후보했다면 적적녹 연정의 전조가 될 수 있었다.[34][35] 케르마니의 종교가 이슬람이라는 것이 후보자로서의 장점이야 단점이냐하는 논쟁이 일기도 했다.[36][37]
- 안드레아스 포스쿨레: 연방헌법재판소 소장인 포스쿨레는 2012년 대통령선거때도 후보로 거론되었으나 입후보를 거절한 바 있다. 2017년 선거에서도 후보로 거론이 되었으나,[38] 개인적 이유와 직업적 이유를 들어 이번에도 거부하였다.

## 선거결과
선거결과 1차투표에서 프랑크발터 슈타인마이어가 931표의 득표해 당선자가 되었다.(지지를 선언한 정당 소속 선거인단 수는 1107명이다.). 부터베게는 128표를 득표했고, 글래저는 42표, 홀트는 25표, 존네보른은 10표를 득표했다. 슈타인마이어는 선거결과 발표이후 연방총회에서 대통령직 수락의사를 밝혔다. 2017년 3월 연방의회와 연방상원의 공동회의에서 취임식을 갖는다.
| 후보                                                                       | 득표 | 득표율 | 지지정당                                    |
| -------------------------------------------------------------------------- | ---- | ------ | ------------------------------------------- |
| 슈타인마이어                                                               | 931  | 74,3 % | 사민당, 기민련, 기사련, 자민당, 녹색당, SSW |
| 크리스티안 부터베게                                                        | 128  | 10,2 % | 좌파당                                      |
| 알브레흐트 글레저                                                          | 42   | 3,4 %  | 독일대안                                    |
| 알렉산더 홀트                                                              | 25   | 2,0 %  | 자유유권자, BVB/FW                          |
| 엥엘베르트 존네보른                                                        | 10   | 0,8 %  | 해적당,Die Partei                           |
| 무효표                                                                     | 14   | 1,1 %  |                                             |
| 투표수                                                                     | 1253 | 100 %  |                                             |
| 기권                                                                       | 103  | 8,2 %  |                                             |
| 선거권자                                                                   | 1260 |        |                                             |
| 프랑크발터 슈타인마이어 제18대 독일 연방대통령 당선. 2017년 3월 19일 취임. |      |        |                                             |

1. ↑  득표율은 투표수(1253)를 기준으로 한다